# Olšina (rybník)
Rybník Olšina (německy Langenbrucker Teich) se nachází na okraji vsi Olšina, asi pět kilometrů severovýchodně od Horní Plané, na území obce Polná na Šumavě v okrese Český Krumlov v Jihočeském kraji. Býval součástí vojenského újezdu Boletice.

## Historie
Rybník byl založen pravděpodobně již roku 1370 klášterem Zlatá Koruna. První písemná zmínka pochází z roku 1548, kdy byl přestavěn a zvětšen. Zahrada u Červeného Dvora je poprvé zmíněna roku 1598 jako obora Petra Voka z Rožmberka určená k chovu bažantů, bobrů, křepelek a koroptví. Během 16. století patřil do majetku kláštera Zlatá Koruna. Po zrušení kláštera připadl pánům z Českého Krumlova.
Roku 1790 se protrhla olšinská hráz, voda strhala domy a způsobila oběti na životech. Následně vyvolaná záplavová vlna dosáhla až k hlavnímu městu a rybníku vysloužila přízvisko Vrahem až k Praze.
Rybářskou baštu na hrázi rybníka lze datovat do 15. století. Její úprava pochází z 18. století. Od roku 2009 je zde otevřená stálá expozice o rybníkářství a zdejší přírodě.
Výlov Olšiny probíhá tradičním způsobem vždy jednou za dva roky na konci října.

## Popis

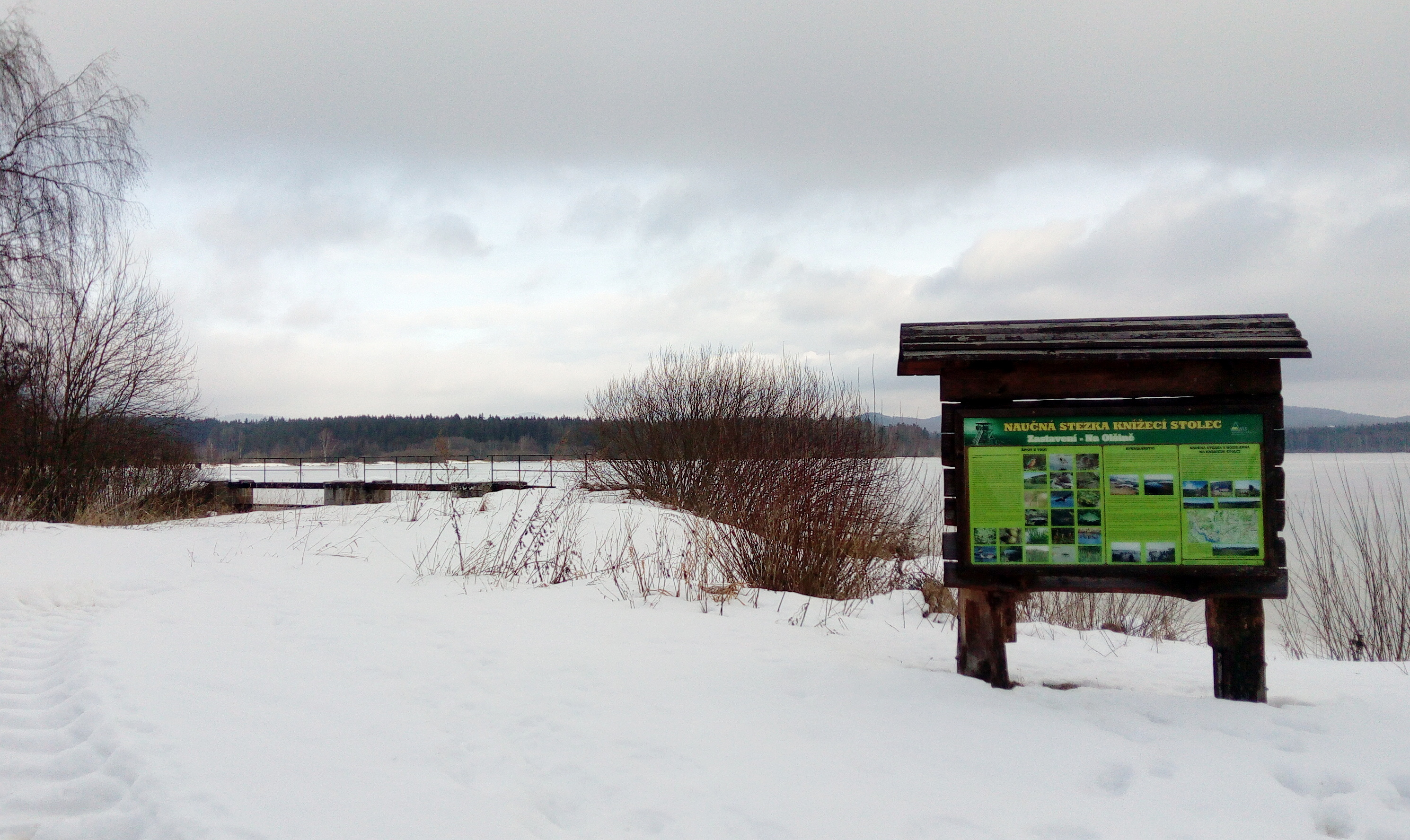
Zastavení naučné stezky Knížecí stolec

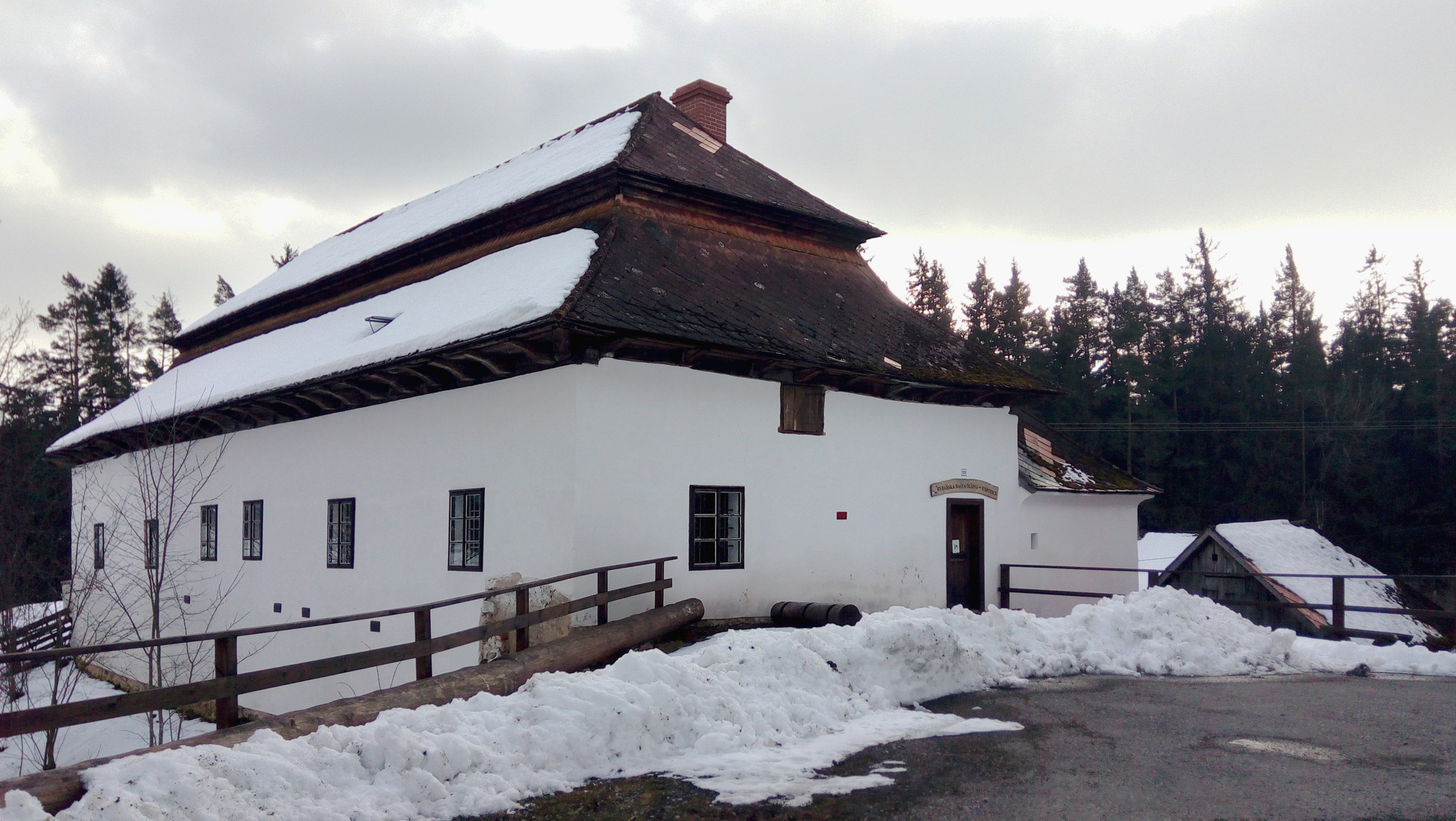
Historická rybářská bašta

Rybník má plochu 138 hektarů a je napájen Olšinským potokem. Nachází se v nadmořské výšce 731 metrů.[zdroj⁠?!] Jeho sypaná hráz je vysoká 6,4 metru a na délku měří 400 metrů. Výška hladiny dosahuje 4,75 metru a rybník obsahuje 2,5 milionu metrů krychlových vody. Patří pod správu Vojenských lesů a statků.
Na hrázi stojí stará rybářská bašta s mansardovou střechou, kulturní památka České republiky, a to na místě historického protržení hráze. V památkově chráněné budově se nachází expozice rybářství a historie regionu. Na severním a západním břehu leží národní přírodní památka Olšina.

## Přístup
- Kolem rybníka vede 7,5 km dlouhá Naučná stezka Olšina. U rybníka se nachází zastavení Na Olšině naučné stezky Knížecí Stolec.
- K Olšině se lze dostat vlakem po železniční trati č. 194 do zastávky Hodňov, na kole z Horní Plané do Hodňova po cyklotrase č. 1254 a pak po cyklotrase č. 1255, z Polné na Šumavě po cyklostezce 1254 nebo 1255, případně pěšky po červené turistické značce z Hořic na Šumavě (9,5 km) nebo z Horní Plané přes Hodňov.[8]